# Augstsprieguma tīkls
АО Augstsprieguma tīkls (сокращенно AST, Высоковольтные сети, ранее Высоковольтные сети Главного управления энергетики и электрификации Совета Министров Латвийской ССР) — латвийский оператор системы передачи электроэнергии. Компания была основана в 2001 году, но ведет свою историю с 1939 года. Штаб-квартира Augstsprieguma tīkls находится в Риге.
100 % акций АО Augstsprieguma tīkls принадлежат Латвийской Республике в лице Министерства финансов.
Компании принадлежит контрольный пакет акций (68,46 %) оператора системы транспортировки и хранения природного газа AО Conexus Baltic Grid, при либерализации рынка газа отделённого от вертикально интегрированной компании «Латвийский газ».

## История
15 октября 1939 года была пущена в эксплуатацию первая на Западной Двине Кегумская гидроэлектростанция, соединённая линией высоковольтной электропередачи с первой подстанцией в Риге. От этого дня отсчитывается история АО Augstsprieguma tīkls.
Во время Великой Отечественной войны Кегумская ГЭС была взорвана, однако уже после освобождения Латвийской ССР от немецко-фашистских захватчиков началось восстановление энергетики. В 1946 году пятилетним планом до 1950 года была поставлена задача довести потребление электроэнергии в республике до 275 млн квтч. В 1946 году были построены высоковольтные линии электропередач Елгава — Броцены, Яунциемс — Милгравис, Пашуциемс — Марупе, в 1947 году — Броцены — Лиепая и Кегумс — Иерики и соответствующие подстанции для обеспечения электроэнергией промышленности и других отраслей народного хозяйства.
Исторически сети высокого напряжения были частью Latvenergo и в советское время развивались как часть Северо-Западной объединенной энергетической системы СССР.
После восстановления независимости Латвии в 1991 году Латвэнерго перешло в ведение республики как в государственное предприятие, а Высоковольтные сети стали его дочерней структурой.
13 ноября 2001 года было создано акционерное общество «Augstsprieguma tīkls», куда начали передавать функции одноименного филиала Латвэнерго.
В 2005 году Augstsprieguma tīkls получил лицензию Комиссии по регулированию общественных услуг на передачу электроэнергии по территории Латвии.
4 января 2006 года был ликвидирован филиал AО Latvenergo «Augstsprieguma tīkls».
В 2009 году Европейский Союз принял Директиву об открытии энергетического рынка «Третий энергетический пакет», чтобы отделить операции по производству и продаже электроэнергии и природного газа от сетей их передачи и тем самым обеспечить свободный доступ к передаче энергии потенциальным участникам рынка. Для реализации этой директивы в 2011 году Сейм принял поправки к закону «Об энергетике», предусматривающие создание независимого оператора системы электропередачи. Сети высокого напряжения стали самостоятельным системным оператором. Министерство финансов Латвийской Республики стало их акционером.
В 2013 году в Латвии начала работу биржа электроэнергии NordPool. Augstsprieguma tīkls приобрела 2 % акций NordPool. В 2015 году Augstsprieguma tīkls переняла функции эксплуатации, технического обслуживания и развития системы передачи у дочернего предприятия Latvenergo — Latvijas elektriskie tīkli (Латвийские электросети). В 2015 году операторы системы передачи электроэнергии стран Балтии и Финляндии подписали соглашение об условиях балансирования рынка электроэнергии в регионе Прибалтики и Северной Европы.
15 декабря 2017 года Augstsprieguma tīkls приобрёл у немецкой компании Uniper Ruhrgas International 18,31 % акций оператора системы транспортировки и хранения природного газа Conexus Baltic Grid. 27 декабря было у фирмы Itera Latvija ещё 16.05 % акций этого оператора. Всего за 34,36 % акций было уплачено 57,394 млн евро.
21 июля 2020 года Augstsprieguma tīkls от имени Кабинета Министров Латвии приобрел 34,1 % акций Conexus Baltic Grid у российской компании «Газпром», тем самым увеличив контроль над газовым оператором до 68,46 % и фактически национализировав его. «Газпром» выставил свои акции на аукцион, не придя к соглашению о цене с латвийским правительством напрямую, однако оценив свой пакет (34,1 %) минимум в 70 млн евро. При этом начальная цена 13,56 млн акций повысилась сразу на 25,8 % по сравнению с со сделками 2017 года. Конечная цена пакета составила 77 млн евро, что оказалось на треть дороже.
Деньги на выкуп акций Conexus Baltic Grid были первоначально оформлены как заём из государственной кассы, а затем преобразованы во вклад в уставной капитал AST.

## Сеть передачи
AST отвечает за основу латвийской электросистемы — передающую сеть, состоящую из линий электропередачи напряжением 330 кВ и 110 кВ и подстанций, необходимых для дальнейшей передачи электроэнергии пользователям, то есть отдельным крупным потребителям, производителям, а также операторам распределительной сети. Предприятие обеспечивает эксплуатацию, техническое обслуживание и ремонт высоковольтных линий, подстанций и распределительных пунктов, а также дальнейшее развитие сети электропередачи.
Сеть передачи соединяет латвийские электростанции с энергосистемами соседних стран — Белоруссии, России, Эстонии и Литвы — и распределительными сетевыми компаниями, тем самым обеспечивая потребителей необходимым количеством электроэнергии в режиме реального времени, а также дает возможность производителям экспортировать, а торговцам импортировать электроэнергию из соседних стран. Сеть 330 кВ латвийской энергосистемы является средним звеном Балтийской энергосистемы и кольца БРЭЛЛмежду ее северной и южной частями. Все подстанции 330 кВ, кроме Даугавпилсской, имеют двухстороннее электроснабжение. Сеть 110 кВ имеет принципиальную кольцевую схему. Большинство подстанций 110 кВ оснащены двумя трансформаторами и двухсторонним электроснабжением.
Основными характеристиками сети электропередачи являются количество понижающих подстанций и высоковольтных распределительных пунктов на данной территории, что, в свою очередь, определяется удельным спросом на электроэнергию в сети, и наличием сетей и линий электропередачи (330 кВ и 110 кВ). кв). В соответствии с вышеуказанными критериями сеть передачи считается близкой к оптимальной и имеет потенциал развития. Соответствующие оценки ежегодно обновляются в Отчете об оценке системы передачи и 10-летнем плане развития латвийской системы передачи электроэнергии.

## Финансовые показатели
Прибыль AST в 2018 году достигла 4,7 млн евро, из них 3,6 млн были выплачены как дивиденды государству. Оставшаяся сумма была вложена в уставный капитал для реализации проектов развития. Оборот AST в 2018 году достиг 194 миллионов евро, что на 35 млн евро больше, чем годом ранее. Выручка от услуг сети передачи электроэнергии составляет 72,6 млн евро, или 37 % оборота.
Рентабельность АСТ в 2018 году соответствует Методологии определения тарифов на услуги системы передачи электроэнергии. Увеличение прибыли, а также увеличение рентабельности собственного капитала с 3,6 % в 2017 году до 6,6 % в 2018 году связано с получением дивидендов от АО Conexus Baltic Grid за отчетный 2017 год.